# セミョーン・クルコトキン
セミョーン・コンスタンチノヴィチ・クルコトキン（ロシア語：Семён Константинович Куркоткин、1917年2月13日 - 1990年9月16日）は、ソビエト連邦の軍人。モスクワ地方のナロフォミンスク市には、元帥に因んで名付けられた通りがあり、この通り沿いの3号館の壁には注釈板が設置されている。

## 経歴
1917年2月13日にロシア帝国のザプルドニャに誕生した。1937年9月に赤軍に入隊するまでは、モスクワの産業教育専門学校に通っていた。1939年にオリョール装甲戦車学校、1941年8月に軍事政治学校を卒業した。第二次世界大戦中のクルコトキンは機甲部隊で戦い、中隊長から旅団長まで昇進した。クルコトキンはヴォロネジ戦線、後には第一ウクライナ戦線において戦った。
戦後のクルコトキンはマリノフスキー名称装甲戦車・機械化兵軍事アカデミーを卒業した。1950年4月に大佐に昇進し、1951年5月に戦車師団長となった。1955年5月に少将に昇進した後、1958年に参謀本部軍事アカデミーを卒業した。1963年2月には中将、1967年2月には大将に昇進した。
1968年4月から1971年9月までザカフカーズ軍管区司令官、1971年9月から1972年7月まで駐ドイツソビエト軍集団総司令官を務めた。1972年7月にはソビエト連邦軍後方部長兼国防次官に任命され、同年11月には上級大将に昇進している。1983年3月25日にソ連邦元帥となり、1988年5月に国防省監察総監の1人となった。
1990年9月16日にモスクワにて73歳で死去し、遺体はノヴォデヴィッチ墓地に葬られた。